# 胡门内
胡门内（霍门瑙），是斯洛伐克普雷绍夫州的一个镇，位于拉博雷茨河和齐罗哈河的交汇处。

## 友好城市
- 波兰雅罗斯瓦夫
- 匈牙利马泰绍尔考
- 波兰萨诺克
- 捷克特热比奇
- 乌克兰佩列钦